# Karl Klages (Politiker, 1881)
Karl Klages (* 18. September 1881 in Bockenem, Landkreis Hildesheim; † 9. April 1967 in Bremerhaven) war ein deutscher Politiker (CDU) und Mitglied der Bremischen Bürgerschaft.  

## Biografie
Klages war Besitzer einer Buchdruckerei in Bremerhaven.
Er war Mitglied der CDU.
Vom November 1946 bis 1947 und erneut vom September 1952 bis 1955 war er für Bremerhaven Mitglied der ersten und der dritten gewählten Bremischen Bürgerschaft und in Deputationen der Bürgerschaft tätig. 